# 揪子棋
揪子棋，是流傳於福建省泰寧的兩人傳統棋類，是種直棋類遊戲，棋盤、玩法與其他直棋有很大差別。

## 棋具
- 棋盤為四同心的正方形，直斜線交叉，組成三十二個棋點。

- 每方棋子為三十二枚，以兩色區分敵我。

## 規則
- 雙方輪流下一子。
  - 當有己棋連成一直線，將敵棋作標記：
    - 三子連線，每一條標記一枚敵棋。
    - 四子連線，每一條標記兩枚敵棋。
- 棋盤滿子時，可能會有兩種狀況：
  - 棋盤上有標記的棋子，則將該些棋子移回擁有者，繼續下子。
  - 棋盤上皆為無標記的棋子，遊戲結束。
- 遊戲結束時，棋盤上多子者勝<[需要較佳来源]。